# OFK Pomorie
Obštinski futbolen klub Pomorie (bulharsky: Общински футболен клуб Поморие) byl bulharský fotbalový klub sídlící ve městě Pomorie. Klub byl založen v roce 1931 jako Nikolaj Luskov Pomorie, zanikl v roce 2012.

## Historické názvy
- 1934 – FK Nikolaj Luskov Pomorie
- 1980 – FK Černo More Pomorie
- 1995 – PFK Pomorie
- 2009 – PFK Černomorec Pomorie
- 2012 – OFK Pomorie

## Umístění v jednotlivých sezonách
| Sezóny  | Liga    | Úroveň | Z  | V  | R | P  | VG | OG | +/- | B  | Pozice |
| ------- | ------- | ------ | -- | -- | - | -- | -- | -- | --- | -- | ------ |
| 2007/08 | V Grupa | 3      | 34 | 17 | 6 | 11 | 53 | 34 | +19 | 57 | 6.     |
| 2008/09 | V Grupa | 3      | 36 | 24 | 4 | 8  | 78 | 19 | +59 | 76 | 3.     |
| 2009/10 | B Grupa | 2      | 28 | 13 | 4 | 11 | 46 | 36 | +10 | 43 | 7.     |
| 2010/11 | B Grupa | 2      | 28 | 9  | 9 | 6  | 23 | 19 | +4  | 36 | 2.     |
| 2011/12 | B Grupa | 2      | 27 | 10 | 7 | 10 | 38 | 29 | +9  | 37 | 5.     |